# Gustave de Vasa
Ne doit pas être confondu avec Gustave Ier Vasa ou Gustave de Suède (homonymie).
Titre
Prince héritier de Suède
9 novembre 1799 – 13 mars 1809
(9 ans, 4 mois et 4 jours)
Gustave de Holstein-Gottorp (en suédois : Gustav, Prins av Sverige, prins av Wasa), prince de Vasa, né le 9 novembre 1799 à Stockholm (Suède-Finlande) et mort le 4 août 1877 à Pillnitz (royaume de Saxe), est le fils du roi de Suède Gustave IV et de Frédérique de Bade. D'abord prince héritier de Suède, ce titre lui est retiré lorsque son père est déposé en 1809. Il passe le reste de sa vie en exil et entre au service de l'Autriche. Militaire accompli, estimé des cours européennes, il est créé prince de Vasa par l'empereur d'Autriche en 1829.

## Biographie
Fils aîné de Gustave IV de Suède et de son épouse Frédérique de Bade, Gustave naît le 9 novembre 1799 au palais royal de Stockholm. Il n'a que neuf ans en mars 1809 lorsque son père est déposé à la suite d'un coup d'État fomenté par des officiers opposés à la guerre de Finlande. Il perd alors son titre de prince héritier et la famille royale déchue est emmenée au château de Gripsholm. Le 6 juin suivant, le duc de Södermanland est proclamé roi sous le nom de Charles XIII. L'ancien roi et les siens sont finalement contraints à l'exil en décembre 1809.
En août 1810, l'héritier désigné de Charles XIII, Charles-Auguste d'Augustenbourg meurt prématurément. Gustave est un temps considéré comme un successeur potentiel, et le « parti gustavien » mené par Jacob de La Gardie milite en ce sens. Les Danois envisagent des fiançailles avec une fille de Frédéric VI et d'ailleurs Gustave est toujours considéré comme un prince de Suède par les chancelleries européennes. Napoléon lui-même considère que les Suédois ont mal agi envers Gustave IV et n'est pas hostile à l'aider. Mais l'élection de Bernadotte semble écarter Gustave ; pourtant, au congrès de Vienne en 1815, le diplomate britannique Sidney Smith, ancien officier au service de Gustave III, n'est pas insensible aux droits du jeune Gustave : motivé par l'intention d'écarter le général de Napoléon de la succession au trône de Suède, il essaie de convaincre le tsar. Charles XIV proteste vigoureusement et promulgue une nouvelle loi qui interdit de mentionner le nom de Gustave, sous peine de mort.[réf. nécessaire]
Entre-temps, l'ancienne famille royale en exil se disloque : le père de Gustave perdant tout espoir de faire monter son fils sur le trône mène une vie d'errance en Europe et se fait appeler « colonel Gustafsson ». Il meurt dans une taverne de Saint-Gall, en Suisse, alcoolique et sans le sou. Gustave reste avec sa mère, qui achète en 1816 le château d'Itterbourg. Gustave se fait dès lors connaître comme le « comte d'Itterbourg ».
Rapidement, Gustave décide de s'engager dans l'armée autrichienne, l'empereur lui accorde sa protection et l'envoie faire sa formation en Italie. Il en revient en 1826 lieutenant-colonel dans le 4e régiment de uhlans impériaux. Deux ans plus tard, sa position au sein de la famille impériale lui permet d'être nommé colonel dans le 60e régiment d'infanterie. En 1828, il obtient le commandement du bataillon de grenadiers du 2e régiment d'infanterie.
Prince convoité, il est invité par Guillaume Ier des Pays-Bas qui veut lui faire épouser sa fille Marianne. Les deux jeunes gens se fiancent et la cour néerlandaise annonce les fiançailles de la princesse Marianne avec un « prince de Suède ». Charles XIV s'insurge de l'insulte ainsi faite à tous les Suédois de présenter Gustave comme un prince de Suède alors qu'il ne l'est plus. Des explications sont demandées au ministre autrichien des Affaires étrangères, gêné, ce dernier ne sait trop que répondre. Finalement, Gustave désamorce lui-même la situation en refusant de se faire appeler « prince de Suède ». Dans la foulée, les fiançailles sont annulées. L'empereur d'Autriche, désireux de souligner son affection au prince le fait prince de Vasa en 1829. Il est également promu major-général. À l'époque, la rumeur court que Gustave a une liaison avec l'archiduchesse Sophie, certains n'hésitent pas à faire de François-Joseph son fils biologique.
Finalement, Gustave épouse sa cousine germaine, Louise de Bade. Le mariage est célébré à Karlsruhe le 9 novembre 1830 et le couple s'installe à Vienne auprès de la famille impériale dans le palais de Schönbrunn. Gustave y côtoie le duc de Reichstadt et obtient un régiment de l'empereur en 1831. Le prince et la princesse de Vasa ont deux enfants : 
- Louis, mort en bas âge en 1832 ;
- Carola (1833-1907), épouse du roi Albert Ier, roi de Saxe.

Cependant, le mariage est malheureux : les époux ne s'entendent pas,  se trompent mutuellement puis, malgré les pressions familiales, divorcent en 1844.
En 1836, Gustave devient feldmarschall-leutnant et commandant de la division de Vienne. Le printemps des peuples le prive de ses commandements. Il se retire peu de temps après de la vie publique. Gustave se met alors à voyager. Outre son penchant pour la chasse et l'équitation, il se passionne pour la botanique. Il aime également l'architecture, le théâtre et la littérature. En 1862, il retourne clandestinement en Suède, où il se fait passer pour un touriste et séjourne à Helsingborg.
Il meurt à Pillnitz le 4 août 1877 à l'âge de soixante-dix sept ans.

En 1881, le futur Gustave V de Suède épouse la princesse Victoria de Bade. La future reine de Suède est une petite-nièce du prince de Vasa. Elle apporte aux Bernadotte le sang de la dynastie des Vasa et la réconciliation qui permet en 1884, que les restes du prince Gustave soient transférés auprès de ceux de son père dans la crypte située sous l'église de Riddarholmen de Stockholm.

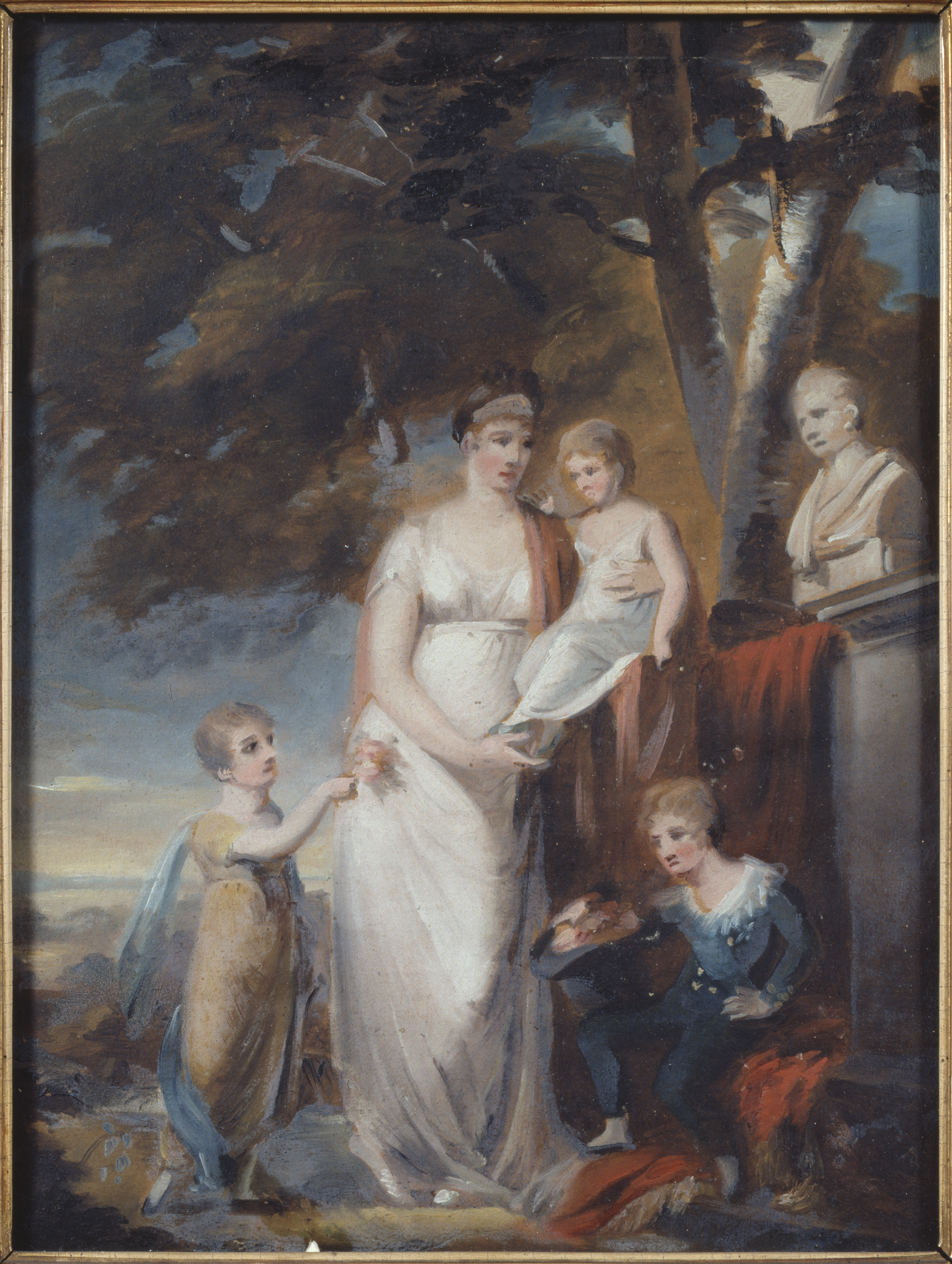
La reine Frédérique avec ses enfants Gustave, Sophie de Suède, et Amélie, sur la droite, on peut voir un buste du fils de la reine Charles-Gustave, mort en 1805, vers 1807
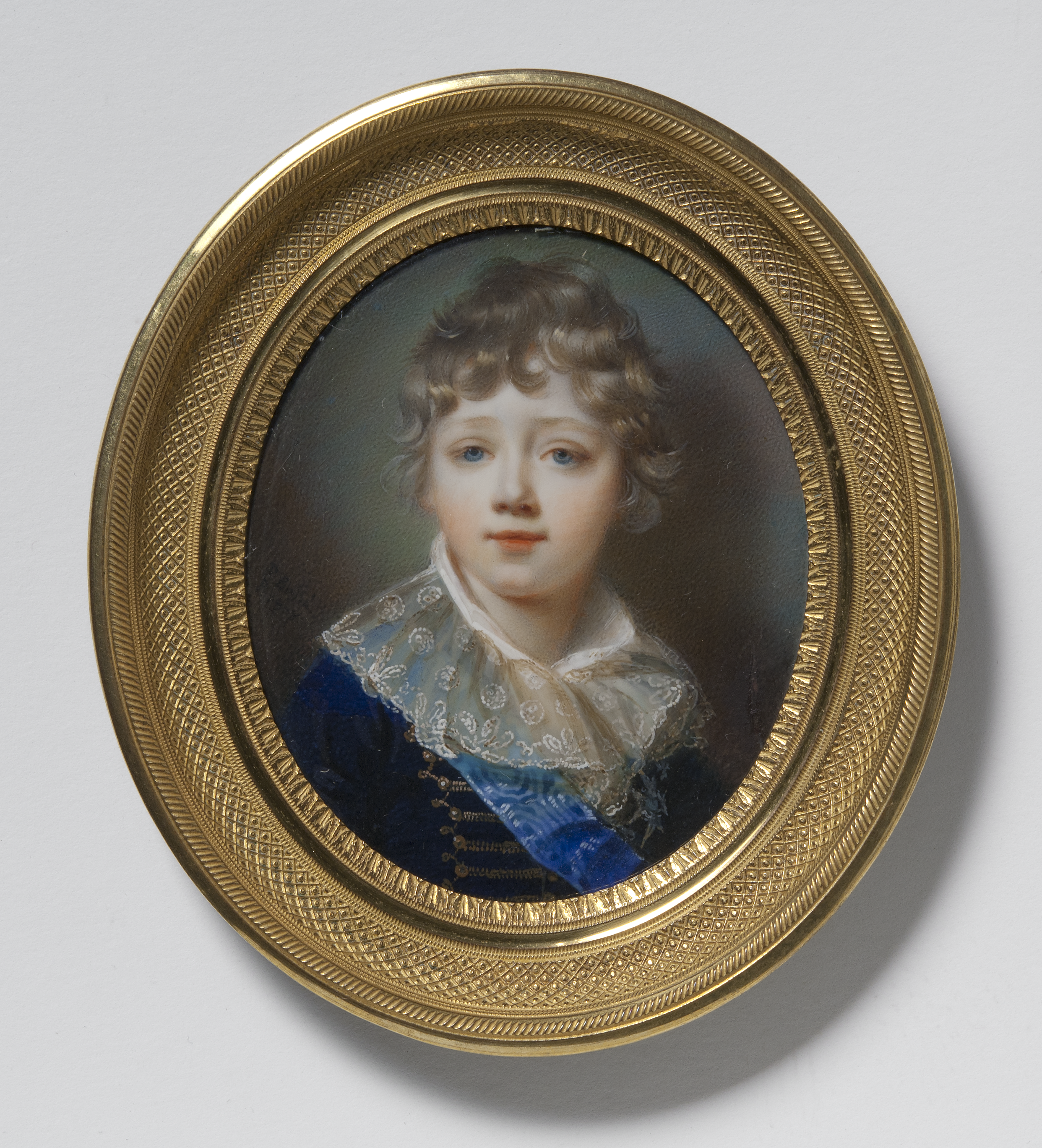
Le prince Gustave, prince héritier, 1808, par Giovanni Domenico Bossi

## Armoiries
Le prince Gustave est fait chevalier de l'ordre des Séraphins et ses armoiries sont exposées dans l'église de Riddarholmen :
« Parti qui est d'azur à trois couronne d'or (de Suède moderne) et d'azur à trois barres ondées d'argent au lion d'or couronné du même brochant sur les barres (de Suède ancien). »